# Дростен, Кристиан
Кристиан Дростен (род. в 1972 году в городе Линген (Эмс)) — немецкий вирусолог, специализирующийся на коронавирусах. Возглавляет Институт вирусологии берлинской Шарите. С 2005 года носитель немецкого ордена «Кавалерский крест».
Старший сын в крестьянской семье. Окончив гимназию в Меппене с 1992 года изучал химические технологии и биологию в Дортмунде и Мюнстере; с 1994 по 2000 обучался на медицинском факультете во Франфурте. В 2003 с отличием защитил диссертацию доктора медицинских наук.
С 2000 года работал в Институте тропической медицины имени Бернхарда Нохта.
С 2007 возглавляет Институт вирусологии при Университетской клинике в Бонне.
С 2017 глава Института вирусологии берлинской Шарите.
В 2003 году совместно со Штефаном Гюнтером разработал первый в мире диагностический тест на вирус SARS-CoV.
С 2012 года возглавляемая им научная группа исследовала MERS-CoV.
В январе 2020 эта группа сделала всемирно доступным разработанный ею тест на SARS-CoV-2, а также опубликовала геном секвенированного в Германии образца этого вируса.
В ходе пандемии COVID-19 Кристиан Дростен широко привлекается в качества консультанта государственными органами ФРГ и стал широко известен публике своим участием в телевизионных и радио-эфирах.
Делегирован в 17-е Федеральное собрание ФРГ.